# 마르잔 아베티샨
마르잔 아베티샨(아르메니아어: Մարջան Ավետիսյան, 1982년 7월 9일 ~ )은 아르메니아의 배우이다.